# Musée Charlier
 (août 2025).
Si vous disposez d'ouvrages ou d'articles de référence ou si vous connaissez des sites web de qualité traitant du thème abordé ici, merci de compléter l'article en donnant les références utiles à sa vérifiabilité et en les liant à la section « Notes et références ».
Le musée Charlier (en néerlandais : Charliermuseum), inauguré en 1928, est situé à Saint-Josse-ten-Noode (Bruxelles, Belgique) dans la maison du mécène Henri Van Cutsem dont hérita le sculpteur Guillaume Charlier. Il présente une collection de tableaux de l'école belge de peinture de la fin du XIXe siècle ainsi que du mobilier de style.

## Transformations effectuées par Victor Horta
Victor Horta transforma l'habitation du mécène Henri Van Cutsem en 1890-1893 en réunissant deux maisons contiguës et en aménageant l'intérieur, notamment par la création de deux verrières éclairant l'intérieur des pièces au rez-de-chaussée.

## Collections
Au tournant du XIXe siècle, l'académisme fait place au naturalisme et à l'impressionnisme. La Belgique est riche d'artistes talentueux comme Hippolyte Boulenger, Guillaume Vogels ou James Ensor et compte de nombreux mouvements novateurs comme le Groupe des XX ou l'École de Tervueren. Le musée compte un grand nombre de toiles, de gravures et de dessins de ces artistes, en plus d'œuvres de peintres comme Anna Boch, Auguste Oleffe, Jacob Smits, Alfred Stevens, Émile Wauters ou Antoine Wiertz. Tous ces artistes qui participèrent aux différents mouvements novateurs de la fin du XIXe siècle et du début du XXe siècle.
Les sculpteurs y sont également représentés, entre autres par Guillaume Charlier, Emile Namur, Rik Wouters. Les salons sont riches en mobilier et objets d'art décoratif d'époque Louis XV, Louis XVI, Empire, en tapisseries de Bruxelles, d'Audenarde, d'Aubusson, en tapis, porcelaines et orfèvrerie aux divers poinçons.

## Liste des conservateurs depuis 1928
- 1961-1969 : Emma Lefebvre, alias Yvonne du Jacquier
- 1969-1989 : Élia Ketels
- 1989-2008 : Francine Delépine
- 2008-2012 : Dominique Coerten
- 2012-2015 : Aude Hendrick

## Expositions temporaires
- 1969-1989 : 
  - Concerts organisés : Quatuor Bella Arte Clemens Quatacker
  - Récitals De Bod, Serge Bémant, Gérold Rubinstein, Dalia Ouziel
  - Récitals de piano : Olivier De Spiegeleer, Dominique Cornil
  - Chant : Richard Demoulin, Germain Ghislain, Jacqueline Lainé
  - Opérettes : La Chanson de Paris, la Cocarde de Mimi Pinson - Le Maître de Chapelle
  - Récitals de poésie : Suzanne Philippe, Evelyne Legrand
  - Rétrospectives : Jean Laudy, Pricope (alias Albert Dupuis), Léon Frédéric, Henri Ottevaere, François Bossuet, Fritz Vanden Berghe, Jean Brusselmans, Jacques Maes, Van Strijdonck, Van Zevenbergen.
- 2007 :Les sens au féminin du 9 mars au 15 juin 2007. Compris œuvres de femmes peintres comme: Anna Boch, Juliette Wytsman, Jenny Hoppe
- 2011 : Une vie simple, du 6 avril au 30 septembre 2011
- 2011 : Madou à visage découvert, du 26 octobre 2011 au 16 mars 2012
- 2012 : Le Musée Charlier & Victor Horta. Transformation de l'Hôtel d'Henri Van Cutsem en une galerie d'art moderne (1890-1893), du 19 septembre 2012 au 21 avril 2013
- 2013 : Culottes courtes et clé des champs. L'enfance dans l'œuvre de Marten Melsen, du 8 mai au 23 août 2013
- 2013 : Jean Robie. Peintre, écrivain et ses voyages en Inde, du 9 octobre 2013 au 3 janvier 2014, dans le cadre d'Europalia-India[1]
- 2014 : La famille d'artistes Cluysenaar. Nouvelles acquisitions par donation, du 6 novembre 2014 au 13 mars 2015

## Concerts de midi
(août 2025).
Le musée Charlier se laisse agréablement découvrir lors de concerts organisés en ses salons.

## Galerie de photos

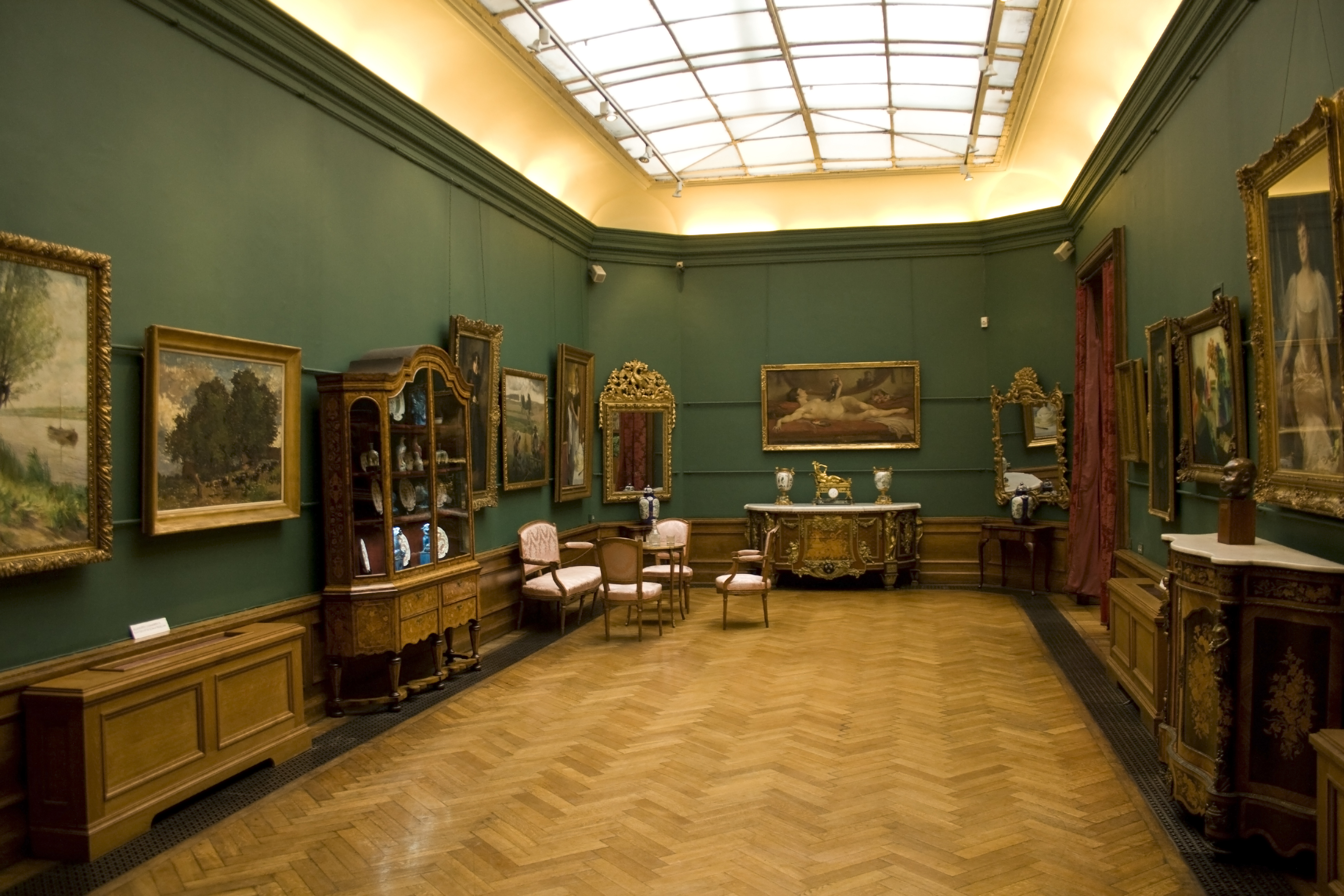
Salle du musée
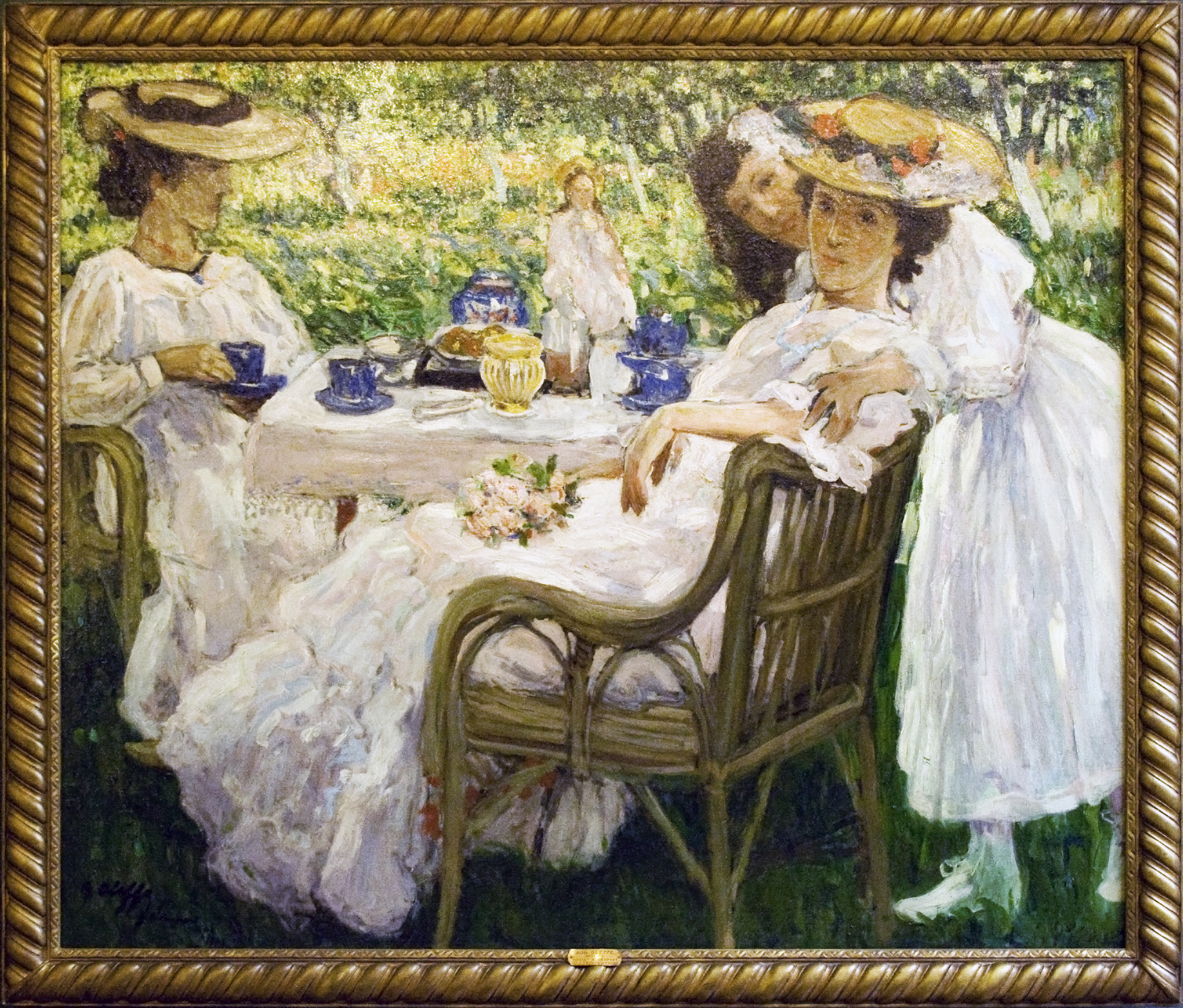
Auguste Oleffe (1867–1931), Juillet à Nieuport
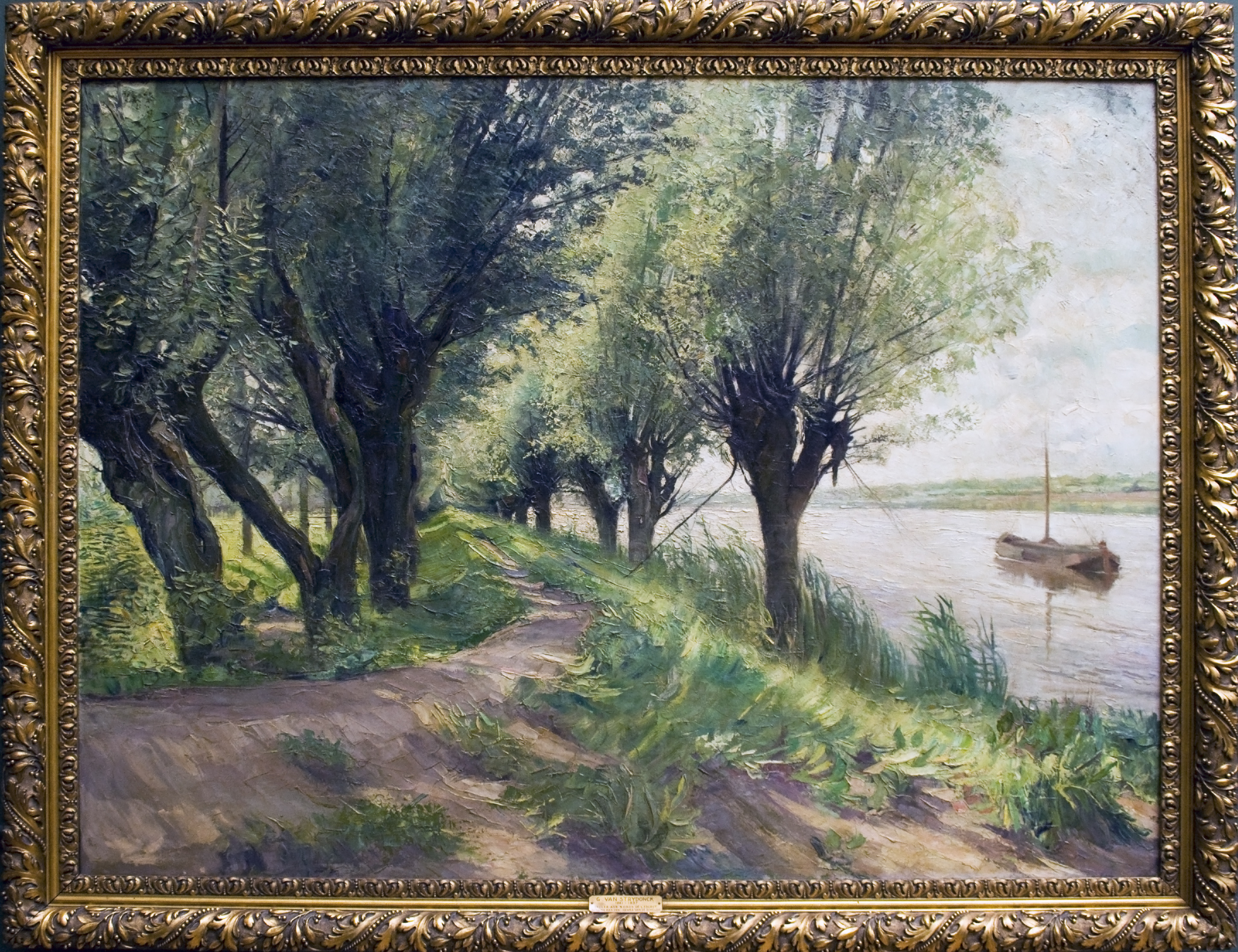
Guillaume Van Strydonck (1861–1937), Saules aux bords de l'Escaut
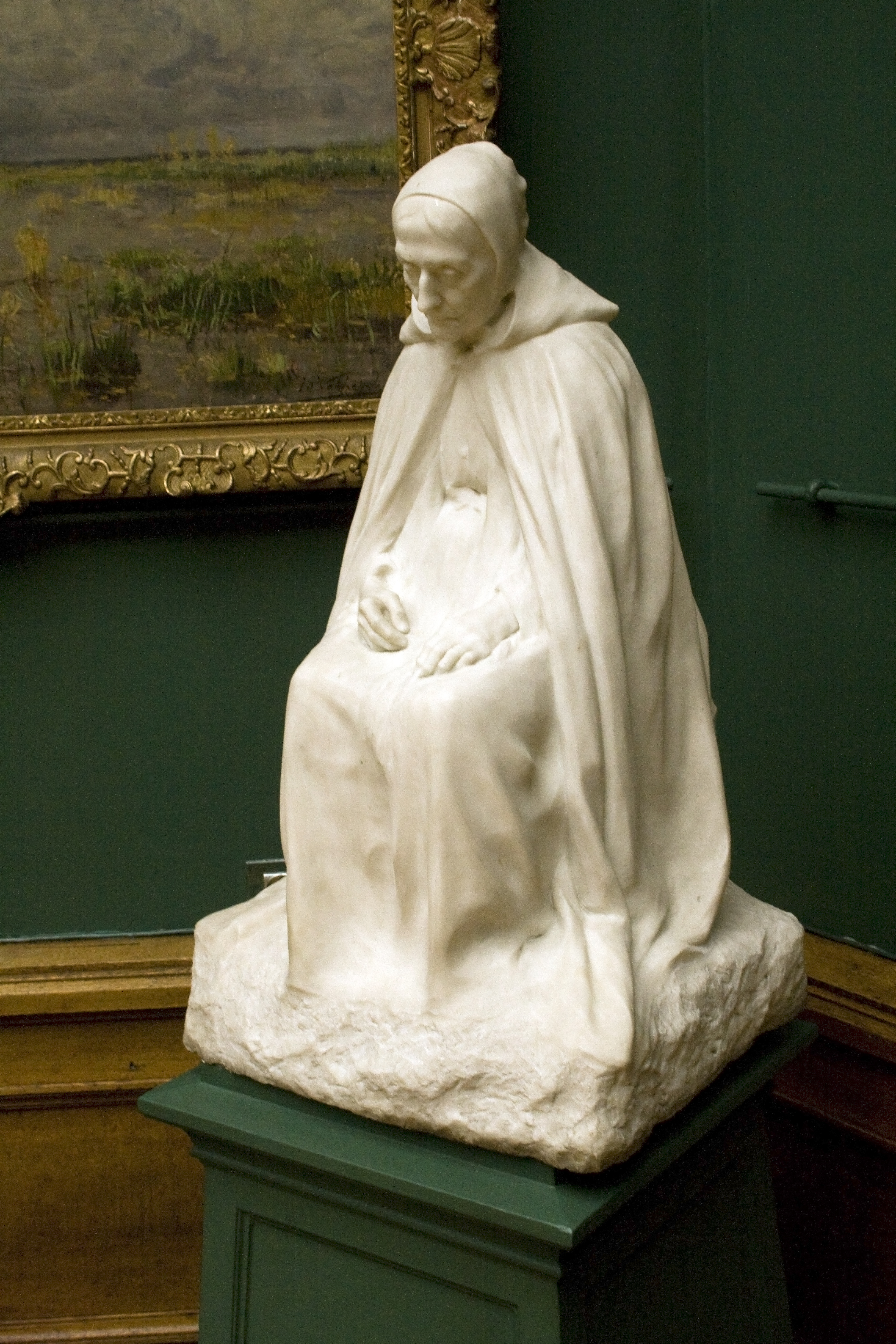
Guillaume Charlier (1906)

## Modalités pratiques
- Adresse : avenue des Arts 16, 1210 Bruxelles
- Tél: 02 220 26 91
- Ouverture :
  - lundi, mardi, mercredi, jeudi de 12 à 17h
  - vendredi de 10h00 à 13h
  - fermé les week-ends et jours fériés (consulter le site web pour les ouvertures exceptionnelles)

| ___ | Ce site est desservi par les stations de métro : Arts-Loi et Madou. |